# Niva u Volduch
Niva u Volduch je přírodní památka severovýchodně od Volduch pod výpustí Horního haberského rybníka v okrese Rokycany. Chráněné území je v péči Krajského úřadu Plzeňského kraje.

## Předmět ochrany
Důvodem ochrany je zbytek přirozené olšiny. Kromě toho cíle je úkolem v přírodní památce postupně odstraňovat nestabilní smrk.
Plocha přírodní památky činí 1,5 ha. Tvoří ji přirozené olšové porosty pod hrází Horního haberského rybníka. Celá lokalita leží v údolní nivě Voldušského potoka, od něhož je odvozen název chráněného území. Půdy v přírodní památce jsou silně podmáčené, protéká tudy meandrující Voldušský potok, který je napájen také z pramenišť na jižní straně přírodní památky.
Lesní porosty jsou zde chráněny od roku 1989. Hlavním předmětem ochrany jsou dochované přirozené olšové porosty s vtroušeným javorem klenem (Acer pseudoplatanus), jasanem ztepilým (Fraxinus excelsior), krušinou olšovou (Frangula alnus), jeřábem ptačím (Sorbus aucuparia) a smrkem ztepilým (Picea abies). Olše lepkavá (Alnus glutinosa) se na skladbě lesních porostů podílí 45 procenty.
V bylinném patře se vyskytuje množství kapraďorostů, žádné zvláště vzácné druhy rostlin zde však nerostou. Odumírající a mrtvé dřevo poskytuje útočiště celé řadě bezobratlých, zejména broukům vázaným na přirozené olšové porosty.

## Dostupnost
Chráněné území se nachází při okraji Přírodního parku Radeč, mezi Horním haberským rybníkem a silnicí, vedoucí z Volduch do Těškova. Přírodní památka může být využívána pro odborné exkurze. V jižní části přírodní památky se nalézá prameniště pitné vody (studánka V Habru), které je velmi hojně navštěvováno lidmi z okolí.